# Primos (2011)
Primos is een Spaanse film uit 2011, geschreven en geregisseerd door Daniel Sánchez Arévalo.

## Verhaal
Wanneer Diego (Quim Gutiérrez) een dag voor zijn bruiloft door zijn vriendin (Nuria Gago) in de steek wordt gelaten, besluit hij met zijn twee neven naar de stad te gaan waar ze hun zomervakanties doorbrachten, en waar zijn eerste liefde Martina (Inma Cuesta) woont.

## Rolverdeling
| Acteur              | Personage             |
| ------------------- | --------------------- |
| Quim Gutiérrez      | Diego                 |
| Raúl Arévalo        | Julián                |
| Adrián Lastra       | José Miguel           |
| Inma Cuesta         | Martina Martín Martín |
| Nuria Gago          | Yolanda               |
| Antonio de la Torre | El Bachi              |
| Clara Lago          | Clara                 |
| Alicia Rubio        | Toña                  |
| Marcos Ruiz         | Dani                  |

## Ontvangst

### Prijzen en nominaties
De film won 3 prijzen en werd voor 4 andere genomineerd. Een selectie:
| Jaar | Evenement                   | Categorie               | Genomineerde  | Resultaat   |
| ---- | --------------------------- | ----------------------- | ------------- | ----------- |
| 2012 | Premios Goya (26ste editie) | Beste mannelijke bijrol | Raúl Arévalo  | Genomineerd |
| 2012 | Premios Goya (26ste editie) | Beste debuterend acteur | Adrián Lastra | Genomineerd |